# Atom (文字編輯器)
Atom是由GitHub開發的自由及开放源代码的文字與程式碼編輯器，支持macOS、Windows和Linux作業系統，支援Node.js所寫的外掛程式，並內建由Github提供的Git版本控制系統。多數的延伸套件皆為開放原始碼授權，並由社群建置與維護。Atom基於使用Chromium和Node.js的跨平台应用框架Electron（最初名为Atom Shell），并使用CoffeeScript和Less撰寫。Atom也可當作IDE使用。被它的开发者称为“21 世纪的“高自訂性”文本编辑器（hackable text editor for the 21st Century）”。自2014年5月6日起，Atom的核心程式、套件管理器以及Atom基於Chromium的桌面程式框架皆使用MIT授權條款釋出。
在2022年6月8日，GitHub正式宣布在2022年12月15日关闭Atom，并存档其存储库。

## 语言支持
依靠内置的默认插件，Atom v1.5.1在某些方面支持以下程序语言或标记语言：HTML、CSS、Less、Sass、GitHub Flavored Markdown、C/C++、C#、Go、Java、Objective-C、JavaScript、JSON、CoffeeScript、Python、PHP、Ruby、Ruby on Rails、shell script、Clojure、Perl、Git、Make、Property List (Apple)、TOML、XML、YAML、Mustache、Julia和SQL。

## 插件
Atom拥有较为丰富的插件，截至2021年2月底，官网仓库中已有7149个功能插件，以及2437种主题。

## 许可证
最初，Atom的外挂程序和其他非核心部件是基于开源许可证发布的。在2014年5月6日，Atom核心应用、外挂管理以及它的桌面框架开始以自由及开放源代码软件基于MIT许可证发布。

## 停止维护
近年来随着基于云的开发工具出现和蓬勃发展，Atom社区的参与程度显著下降，连续多年以来没有重大新功能加入，仅进行日常维护和安全更新。GitHub官方在2022年6月8日发文宣布停止维护Atom，并将于2022年12月15日完成项目归档。
Atom 生命周期结束后，名为 Pulsar 的社区分支继续开发。

## 外部連結
- （英文） 官方网站
- GitHub Repository（页面存档备份，存于）
- Atom的X（前Twitter）
- Electron（页面存档备份，存于）
- （英文） Pulsar-edit